# Драйвинг

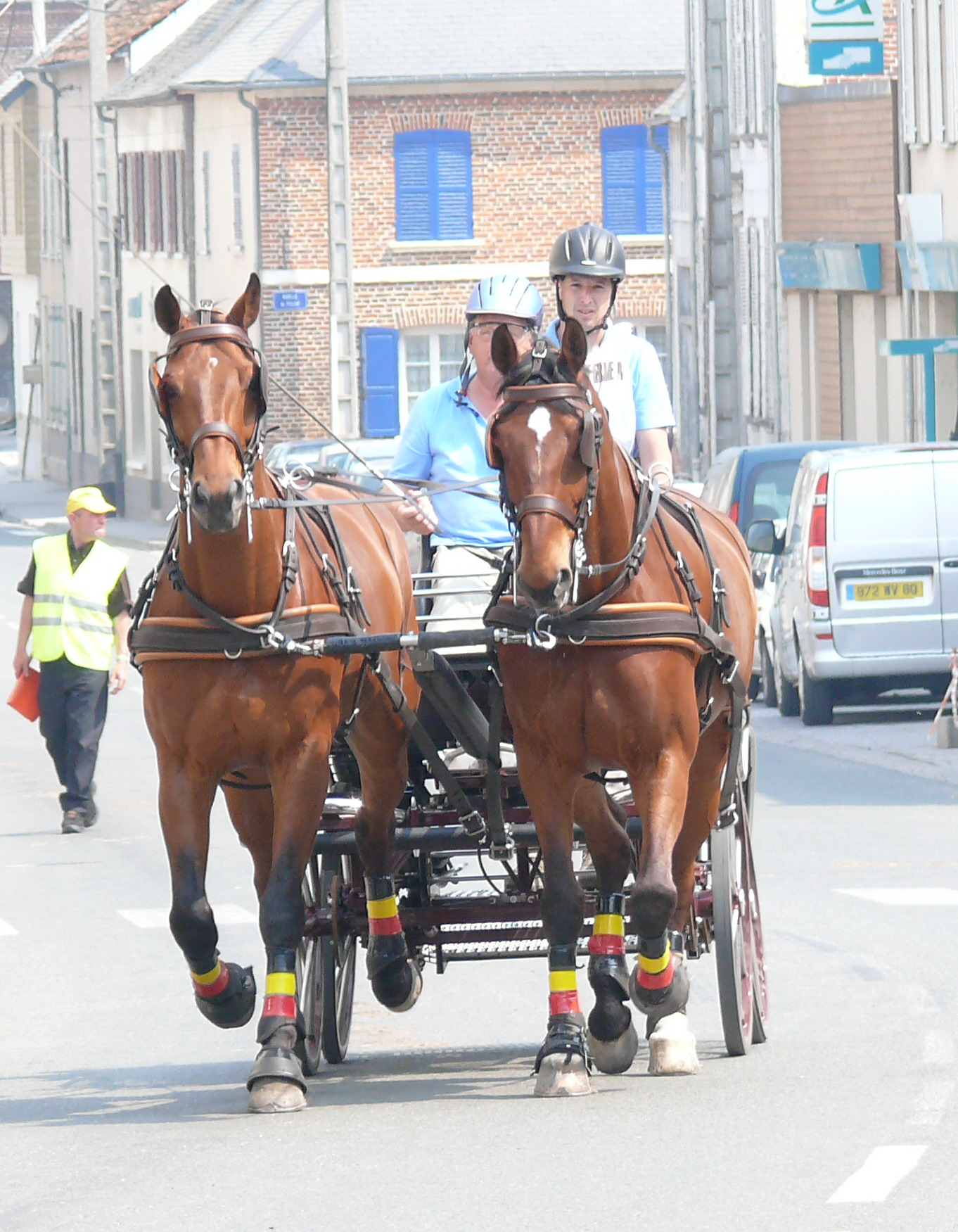
Парная упряжка.

Драйвинг, или соревнования конных упряжек (англ. Carriage driving) — одна из дисциплин конного спорта, в которой спортсмены (управляющий лошадью и его помощник грум) участвуют в турнирах или соревнованиях на запряжённых в экипажи лошадях. В зависимости от количества запряжённых в экипаж лошадей (допускается также использование пони) упряжки делят на классы. В соответствии с правилами Международной федерации конного спорта к официальным турнирам и соревнованиям по драйвингу допускают четыре основных разновидности упряжек как лошадей, так и пони. К официальным классам упряжек относят:
- одиночные упряжки — 1 лошадь;
- парные упряжки — 2 лошади, запряжённые параллельно одна возле другой;
- тандем — 2 лошади, запряжённые цугом, то есть одна за другой;
- четверик — 4 лошади, запряжённые цугом попарно.

Существуют также другие виды упряжек, вот некоторые из них:
- тройка — всем хорошо известная русская тройка с коренником и двумя пристяжными;
- квадрига — 4 лошади запряжены в одну линию, как в античных колесницах;
- единорог (Unicorn) — пара лошадей у экипажа и одна лошадь впереди.
- молот (Hammerhead) — пара лошадей у экипажа и три лошади впереди.
- шестерик — 6 лошадей попарно цугом.

Возможна запряжка и большего количества лошадей.
Турниром по драйвингу называют серию одного или более видов соревнований по драйвингу.

## Прогулочный драйвинг
Прогулочный драйвинг создан в большей мере для презентации и отдыха, нежели для спортивных испытаний лошадей, драйверов и грумов. В этом направлении больше чем где бы то ни было важны внешний вид, гармония и презентация команды (драйвер, грум, лошади и экипаж). Прогулочный драйвинг популярен во многих странах Европы, особенно в Великобритании. Часто устраиваются драйвинг-парады, пробеги и другие мероприятия, привлекающие множество участников и зрителей.

## Спортивный драйвинг
Соревнования по драйвингу проводятся по всему миру, в том числе и в России. Классический триал включает в себя три дисциплины: дрессаж, марафон и паркур. Но существуют также другие виды и направления, не менее интересные и зрелищные.

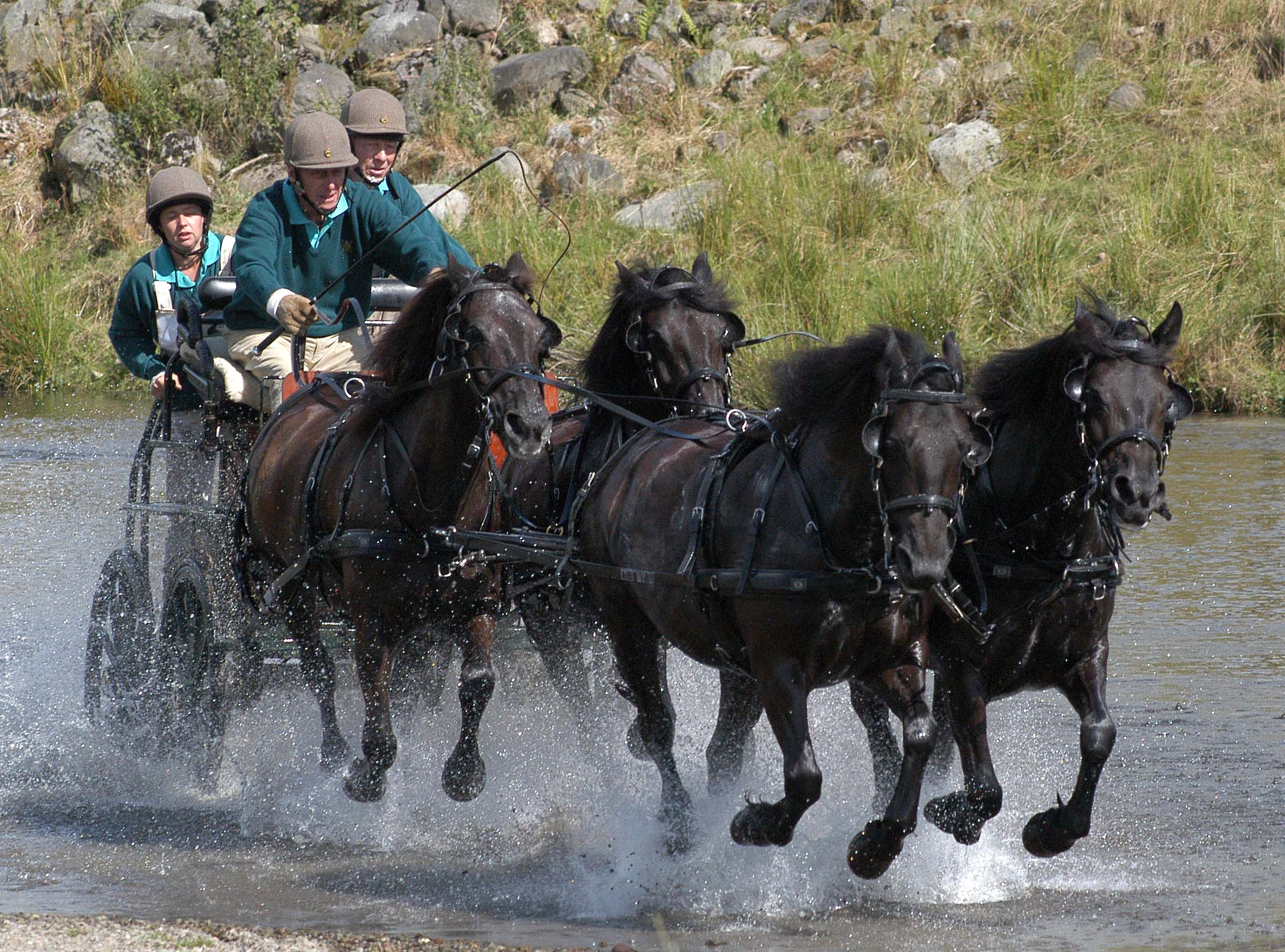
Соревнования.

- Дрессаж (аналог выездки в драйвинге). Спортсмены должны проехать заранее определённую схему на боевом поле, обычно размером 100х40 метров. Схема включает набор элементов, на которых демонстрируется выезженность и послушность лошадей. Также в дрессаже оценивается внешний вид (презентация) команды.
- Паркур (драйвинговый аналог конкура). Конусы наподобие аварийных расставляют на таком расстоянии один от другого, чтобы между ними мог пройти экипаж. На верхушку конуса принято класть шарик, вроде пинг-понгового. Пары конусов ставят как в виде самостоятельного препятствия, так и объединяя их в определённые фигуры (системы) из нескольких пар. Например, «L» — из трёх пар конусов. Пройти систему обычно сложнее, чем одиночную пару конусов. Другой вид препятствия в паркуре называется «коридор»; смысл его тот же, что и в случае конусов, — не наехать на элемент препятствия колесом и/или не задеть копытом. «Коридор» составляется из четырёх (двух, шести) достаточно длинных реек. Материал, из которого они изготовлены, не очень важен. Рейки кладут в два параллельных ряда, Расстояние между рядами должно быть достаточным, чтобы мог пройти экипаж. Обычно препятствия выкладываются в форме букв «L», «П», «Z» и др. В начале и в конце препятствия ставятся «ворота» — пары конусов с шариками на верхушках.
- Марафон (аналогичен троеборному кроссу). Марафон в драйвинге состоит из нескольких фаз. Во-первых, это маршрут по пересечённой местности, без препятствий, показывающий способность лошадей продолжать соревнования на следующих отрезках марафона. Эта фаза должна быть пройдена за определённое время, зависящее от протяжённости отрезка. На следующей фазе лошади должны пройти шагом расстояние обычно в 700–1000 метров, после чего экипажу даётся несколько минут отдыха. Самая зрелищная фаза марафона — последний отрезок, на котором участники совершают проезд через неразрушаемые препятствия. На этом отрезке протяжённостью несколько километров размещается от 4 до 10 препятствий разного типа: системы ворот и проездов через вкопанные в землю вертикально стоящие бревна, водные преграды, возвышенности, мосты и т. д.

Проводятся также очень динамичные и зрелищные соревнования, при которых совмещаются препятствия из паркура и марафона, когда на ограниченной площадке (нередко в манеже) выставляют маршрут из 10–15 конус-препятствий и одного-трёх неразрушаемых препятствий, аналогичных используемым в марафоне.

## Система оценок
В случае падения шарика (конуса) либо попадания колес(а) и/или копыт(а) за пределы препятствия «коридор» начисляются штрафные баллы. Затем по определённой системе штрафные баллы переводят в секунды и прибавляют ко времени участника. Задача драйвера — провести экипаж по маршруту, не разрушив препятствия, за минимальное время.
В марафоне, однако, важно минимизировать только время прохождения препятствий. Общий маршрут должен быть закончен строго в соответствии с временным интервалом, выделенным на прохождение каждого отрезка. Превышение лимита времени в любую сторону наказывается прибавлением штрафных очков.
Дрессаж оценивается аналогично соревнованиям по выездке, то есть участники получают оценки от судей за каждый выполненный элемент.

## Экипажи
Для презентации, дрессажа и паркура обычно используется особый тип экипажа, в котором подчеркивается акцент на внешний вид и привлекательность. Очень часто применяется так называемый спайдер, взявший своё начало от одноимённого  вида фаэтона, однако допустимо использовать и другие типы экипажей, в том числе двуколки (двухколёсные экипажи). Для марафона обычно задействуют специальный тип экипажа, сделанный из стали с использованием легкосплавных материалов особо прочный, устойчивый, с низким центром тяжести, уменьшенным радиусом поворота и другими техническими особенностями. Все современные экипажи оборудованы гидравлическими тормозами. В начальных классах соревнований допустимо использовать один экипаж, если он соответствует установленным размерам колеи для разных дисциплин (например, имеет трансформируемые оси).
Весьма разнообразны экипажи в прогулочном драйвинге: здесь принимают участие и национальные, и исторические, и современные экипажи всевозможных типов.

## Драйвинг в России
В России драйвинг стал развиваться только с конца 90-х годов XX века. В 1999 году создана ассоциация «Драйвинг», её первым президентом стал В. И. Рышков, в том же году прошли Первые российские соревнования по драйвингу.
В 2007 году в Федерации конного спорта России был создан Комитет по неолимпийским видам, в который входят драйвинг, вольтижировка, пробеги и военно-прикладной спорт.
Через семь лет, 24 октября 2014 года, на заседании бюро ФКСР Комитет по неолимпийским дисциплинам был упразднен и создан Комитет ФКСР по драйвингу.
По итогам 2015 года впервые в истории в рейтинг Международной федерации конного спорта в классе одиночных упряжек вошла российская спортсменка Мария Муралёва.
Сегодня драйвинг охватывает не только профессиональный уровень, но и такие направления, как любительский, детский и паралимпийский спорт.